# Kontard z Este
Svatý Kontard z Este (italsky Contardo d'Este, 1216, Ferrara – 16. dubna 1249, Broni) byl italský rytíř a poutník z významného italského šlechtického rodu Estenských, jehož katolická církev uctívá jako světce.

## Život
Kontard se narodil v roce 1216 ve Ferraře jako syn markýze Aldobrandina I. Estenského a jeho druhé manželky, která pocházela z rodu Contardiů. Narodil se až po smrti svého otce, jenž byl otráven a jeho bratr Azzo VII. ukryl jeho těhotnou vdovu ve Ferraře, kde následně porodila. 
Jeho sestra Beatrix se roku 1234 provdala za uherského krále Ondřeje II., účastníka křížové výpravy a Kontard byl jmenován rytířem Božího hrobu (miles Sancti Sepulcri). Beatrix byla později prohlášena za blahoslavenou. 
Kontard začal praktikovat poutnictví jako zásadní element hnutí křížových výprav. Putoval do Svaté země, na následné pouti do Compostely onemocněl a zemřel dne 16. dubna 1249 v severoitalském Broni. Tam je také pohřběn, a jeho kult stvrdili papežové Pavel V. a Urban VIII.